# Macromitrium saddleanum
Macromitrium saddleanum là một loài rêu trong họ Orthotrichaceae. Loài này được Besch. ex Müll. Hal. mô tả khoa học đầu tiên năm 1885.